# Siemens Desiro UK
A Siemens Desiro UK motorvonatcsaládot, mint a neve is mutatja az Egyesült Királyság vasúti operátorainak igényei alapján fejlesztette ki a Siemens Transportation Systems. Mind elrendezésében, mind szerkezetében teljesen eltér a kontinensen elterjedt Siemens Desiro motorvonatoktól. A Siemens Desiro UK típuscsalád tagjainak közös jellemzői a kétforgóvázas négytengelyes önálló, magas padlós kocsikból álló szerelvénykialakítás, a forgóvázak, a vezérlés elemei, valamint a villamos hajtású változatok esetében a hajtáselektronika egységei.
A Siemens Desiro UK motorvonatok készülhetnek egyenáramú (750 V DC, harmadik sínes táplálás), váltakozóáramú (25 kV 50 Hz, felsővezetékes táplálás), kétáramnemű (az előbbi kettő kombinációja), valamint dízel-hidraulikus kivitelben.

## Története
A Desiro járműcsalád története Nagy-Britanniában szorosan összekapcsolódik a vonatok nagyfokú megbízhatóságával, amelyet már több ízben is kitüntettek. Most Siemens Desiro UK Class 444, a nemzetközi szakfolyóirat, a Modern Railways-tól elnyerte az óhajtott „A 2010. év arany vontatójárműve” (Arany csavarhúzó) címet. A South West Trains által üzemeltetett járműpark, az elmúlt 12 hónapban új megbízhatósági csúcsot állított fel: csaknem 89 000 megtett kilométerre esett egy meghibásodás miatti leállás. Ennek következtében a Siemens által gyártott és karbantartott vonatok Nagy-Britanniában hivatalosan a legmegbízhatóbb járműveknek számítanak. Az „Ezüst vontatójármű” címet, a legjobb új villamos motorvonat, a Desiro UK Class 306/2 típus kapta, amely Londonban Heathrow Expressként közlekedik. Ezek a vonatok a reptér-üzemeltető társaság, a British Airports Authority (BAA) tulajdonában vannak és a First Great Western üzemelteti őket. A vonatok karbantartását a Siemens személyzete végzi Actonban. Ebben a kategóriában a 2. helyezett a London Midland által üzemeltetett Siemens járműpark, a Desiro UK Class 350/2. A 2009 elejétől 2009 augusztusig tartó üzembe helyezés alatt a megbízhatóságot folyamatosan javítottuk. Ezek a vonatok időközben elérték a kereken 71 000 km-es értéket és a tendencia további növekedést mutat. Karbantartásuk a Siemens kocsiszínekben történik Northamptonban és Creweben. A „Golden Spanner Awards” címet a nemzetközi szakfolyóirat, a Modern Railways adja, a brit vasúti szektorban a vonatok megbízhatóságának kitüntetése céljából. A kitüntetések statisztikai adatokon alapulnak és az egész vasúti jármű iparban, a járműparkok megbízhatóságának legpontosabb fokmérőjeként szolgálnak. A brit vasúti hálózaton működtetett vonatok értékelése a két műszaki hiba között megtett futásteljesítményen alapul. A ranglistát a Train Operating Companies (a Vasútüzemeltető Társaságok Szövetsége) állítja fel. A vonatok rendelkezésre állásában döntő szerepet játszik a Desiro UK vonatok jól bevált járműtechnológiája mellett, a rendelkezésre álló szerviz tevékenysége. Ennek köszönhetően lehet a megbízhatóságot a műszaki javításon keresztül folyamatosan növelni és a hibák kihatásait – az üzemeltető személyzet részére adott megfelelő utasításokkal – csökkenteni. A Siemens minden egyes Nagy-Britanniába szállított vonatra karbantartási szerződést kötött.
A „Pit Stop” elv szerinti karbantartási tevékenységet különféle kocsiszínekben végzik. Ehhez a Siemens hat kocsiszínt tervezett és épített Actonban, Northamban, Manchesterben, Yorkban, Northamptonban és Glasgow Shields-ben. Az autóversenyekből ismert szerelő boxokban való tartózkodáshoz hasonlóan, a kocsiszínekben a vonat-hosszúságú szerelőaknákban, a hibás aggregátorokat és más működési egységeket komplett hibátlanokra cserélik. Így lerövidül a jármű műhelyben való tartózkodási ideje, mert a modulokat ezt követően vizsgálják meg és javítják meg. Ma összesen csaknem 1500 kocsiból álló több mint 370 Desiro UK vonatot tartanak karban. A Siemens a Nagy-Britanniában szerzett többéves szerviz-tapasztalatait, a világszerte működő karbantartási projektekben használja fel. A Siemens kiválóan képzett csapatával 1996 óta van jelen a brit piacon és gondoskodik a járművek magas fokú rendelkezésre állása mellett, az utasok megelégedettségéről, Nagy-Britannia vasúti közlekedése terén. Példaképpen, a National Passenger Survey a megelőző évhez képest, már 2009-ben 8 százalékponttal növekvő elégedettséget regisztrált a London Midland utasai körében.

## Üzemeltetők
Valamennyi villamos hajtású Desiro UK tulajdonosa az Angel Trains, míg a dízel változaté a HSBC Rail. E két társaság lízingeli a vonatokat a különböző brit vasúti operátorok részére.
| Áttekintő adatok | Áttekintő adatok     | Áttekintő adatok     | Áttekintő adatok | Áttekintő adatok       | Áttekintő adatok               | Áttekintő adatok | Áttekintő adatok |
| Sorozat          | Operátor             | Első példány üzemben | Darabszám        | Hajtás                 | Kocsik száma egy szerelvényben | Ajtó típusa      | Homlok- átjáró   |
| ---------------- | -------------------- | -------------------- | ---------------- | ---------------------- | ------------------------------ | ---------------- | ---------------- |
| 185              | TransPennine Express | 2006                 | 51               | dízel                  | 3                              | kétszárnyú       | nincs            |
| 350              | London Midland       | 2004                 | 30               | 25 kV 50 Hz + 750 V DC | 4                              | kétszárnyú       | van              |
| 360              | 'one'                | 2003                 | 22               | 25 kV 50 Hz            | 4                              | kétszárnyú       | nincs            |
| 360              | Heathrow Connect     | 2005                 | 5                | 25 kV 50 Hz            | 5                              | kétszárnyú       | nincs            |
| 444              | South West Trains    | 2004                 | 45               | 750 V DC               | 5                              | egyszárnyú       | van              |
| 450              | South West Trains    | 2003                 | 127              | 750 V DC               | 4                              | kétszárnyú       | van              |

### South West Trains

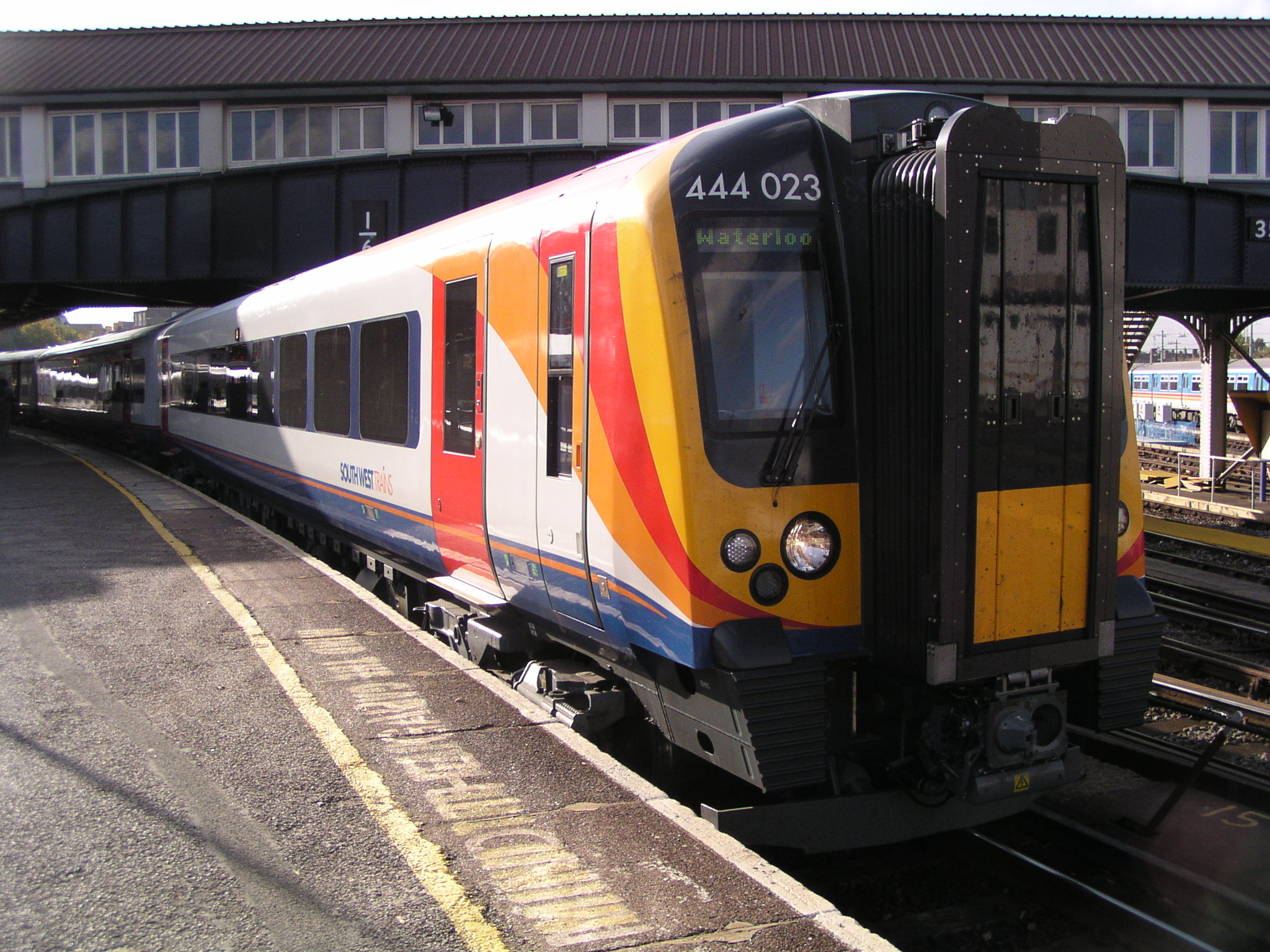
Az SWT 444023 pályaszámú Desiro UK motorvonata Claphamben

Az első Desiro UK szerelvényeket a South West Trains rendelte mind helyi, mind távolsági forgalom ellátására London Waterloo pályaudvar és Alton, illetve Basingstoke, illetve a hampshire-i/dorseti part felé. A két különböző sorozatjelű motorvonatok mindegyik 750 V egyenáramú, harmadik sínes táplálású. Összesen 45 db 444 sorozatú és 127 db 450 sorozatú motorvonatot üzemeltet.
A 450 sorozatú motorvonatok összeállítása:
DMSO (Driving Motor Second Open) + TCOL (Trailer Composite Open Lavatory) + TOSLWB (Trailer Open Second Lavatory Wheelchair Bicycle) + DMSO (Driving Motor Second Open)
A 444 sorozatú motorvonatok összeállítása:
DMSO (Driving Motor Second Open) + TSOLB (Trailer Second Open Lavatory Bicycle) + TSOLB (Trailer Second Open Lavatory Bicycle) + (P)TOSRMBLW (Trailer Open Second Restaurant Micro Buffet Lavatory Wheelchair + DMCL (Driving Motor Composite Lavatory)
A 444 sorozat számos ponton eltér a 450-estől, ezek közül a legfeltűnőbb a színezés. Lényegesebb különbség, hogy a 444 sorozat kocsijai 23 m hosszúak, míg a 450-eseké 20 m, eltérő a homlokkialakítás is.
Mindkét típus legnagyobb sebessége 100 mph, bár a 444 sorozat kezdetbe 85 mph-ra volt korlátozva. Míg a 444 sorozat expresszvonati szolgálatot teljesít, addig a 450 sorozatot az elővárosi forgalomban használják. Mindkét típus szabadon csatolható egymással és vezérelhető egymásból, azonban legfeljebb 12 kocsi csatolható össze.

### 'one'
A 'one' nevű Kelet-Anglia-i vasúti operátor 25 kV 50 Hz-es vonatokat közlekedtet London Liverpool Streetből Clactonba/Walton-on-the-Naze-be, Harwichba és Ipswichbe. A 21 db 360 sorozatú motorvonat 2003-ban állt forgalomba

### Heathrow Connect
A Heathrow Connect, mely személyvonatot közlekedtet London Paddington és a Heathrow-i repülőtér között, 5 db 360 sorozatú, 25 kV 50 Hz-es vonattal rendelkezik, melyek 2005 júniusa óta közlekednek.

### London Midland

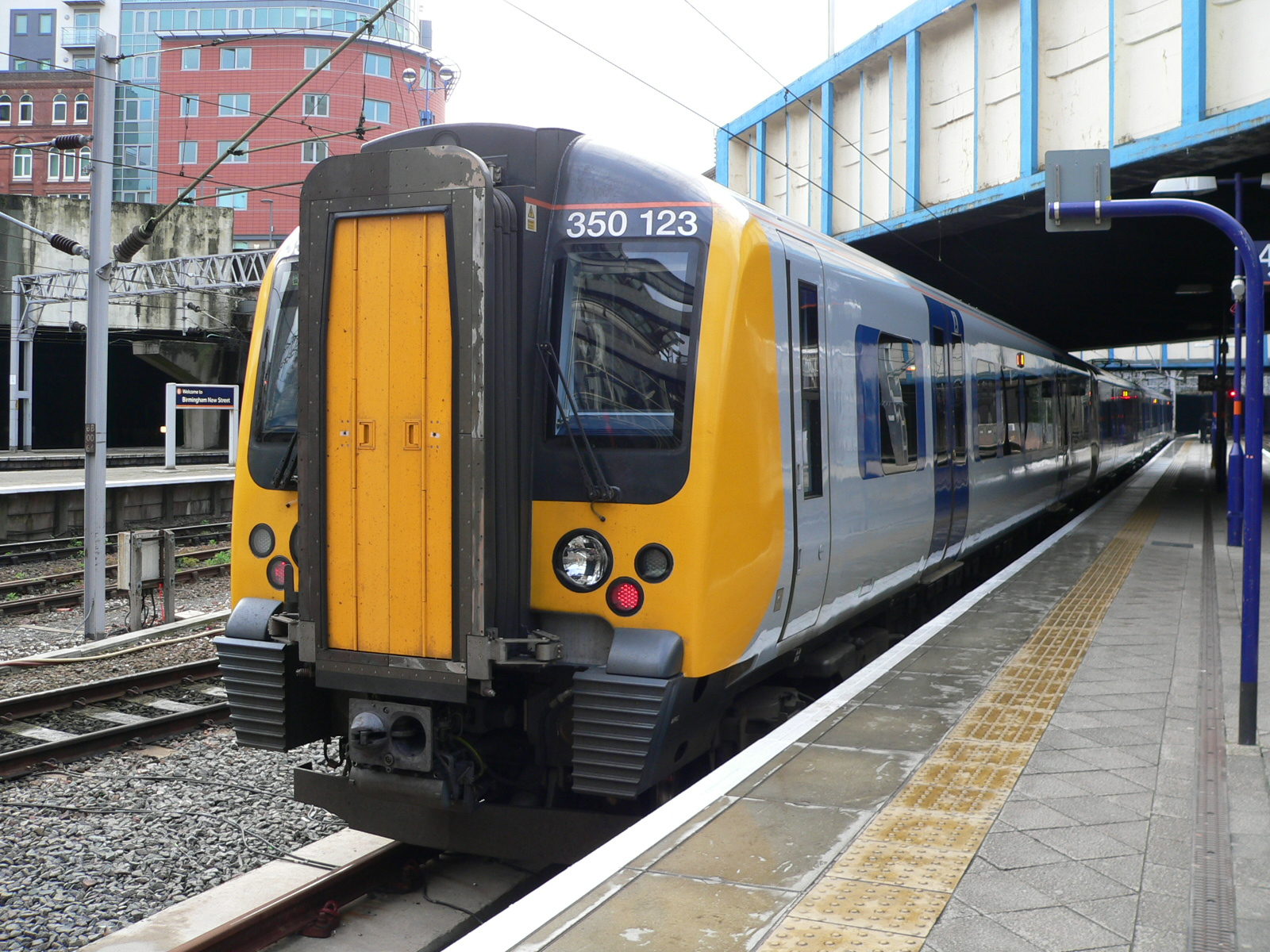
A Central Trains 350123 pályaszámú Desiro UK motorvonata Birmingham New Street állomáson

A West Coast Main Line korszerűsítésének részeként a korábbi Strategic Rail Authority 30 db 350 sorozatú, 25 kV 50 Hz-es motorvonatot rendelt a személyvonati forgalom számára. Jelenleg ezek a járművek a London Midlandnél (ex. Central Trains/Silverlink) üzemelnek. E vonatokat eredetileg a South West Trains rendelte 450 sorozatú harmadik sínes járművekként, de a Strategic Rail Authority átirányíttata őket a West Coast Main Line-ra.
A Közlekedési Minisztérium (Department for Transport) javasolja a West Coast Main Line korszerűsítésének befejezését követően, hogy a szerelvényeket ütemes menetrendben közlekedtessék London Eustonból a Trent Valley útvonalon (Northampton - Rugby - Nuneaton - Tamworth - Stafford) Crewe-ig, illetve lehetőség szerint tovább Liverpool Lime Street állomásig. Az átmeneti időszakban a vonatokat a London Midland London Euston és Northampton között, és Northampton, Birmingham, Crewe, Liverpool és Preston között közlekedteti.
További 37 db szerelvényt rendeltek meg 350/2 sorozatként, melyeket a London Midland üzemeltet majd. A szerelvények 2008 végére várhatóak.

### TransPennine Express

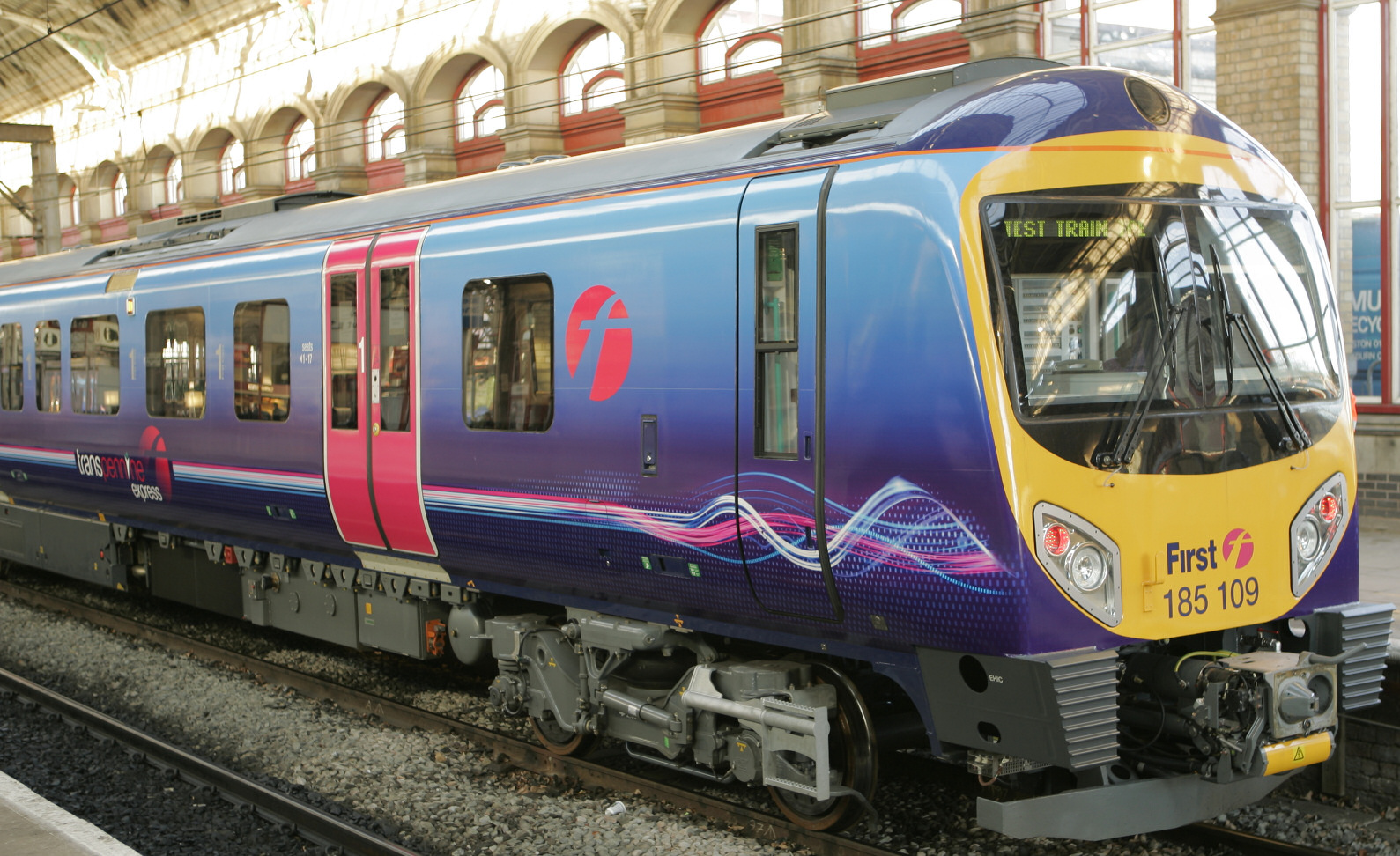
A TPE dízel Desiro UK motorvonata

A TransPennine Express rendelte meg a Desiro UK első dízelhajtású változatát az észak-angliai intercity-forgalom számára. Az 51 db 185 sorozatú háromrészes vonatokat 2006-tól kezdődően állítják szolgálatba.

### First ScotRail
2009-ben a skót Közlekedési Hivatal és a vasutat üzemeltető First ScotRail megbízta a Siemens Mobility céget 38 Desiro UK típusú motorvonat szállításával. A szerződés több mint 300 millió euró (240 millió GBP fölött) értékű és magában foglalja a karbantartást és a pótalkatrész szolgáltatást.
A Siemens vasúttechnika üzletág számára Skóciából ez az első vonatrendelés. A 38 új vonatnak 2010 végéig kell utasforgalomba állni, hogy azután Ayr és Glasgow városok között közlekedjenek. Később ilyen vonatok közlekednek a Glasgow Airport Rail vonalon is.
A 38 klimatizált vonat közül 22 háromrészes, 16 pedig négyrészes. A háromrészes kivitelben a Desiro UK legföljebb 320, a négyrészes változat pedig 430 utas számára biztosít férőhelyet. Ezzel a flotta utas kapacitása az ingaforgalmú vonalakon Glasgow felé 9100 ülő- és 4800 állóhelyre nő. Az új Desirok 550 kW hajtóteljesítmény mellett 160 km/h legnagyobb sebességre képesek. A vonatokat a Siemens Krefeld-Uerdingen-ben lévő üzemében gyártják.